# Distretto di Túpac Amaru Inca
Il distretto di Túpac Amaru Inca è uno degli otto distretti della provincia di Pisco, in Perù. Si trova nella regione di Ica e si estende su una superficie di  55,48 chilometri quadrati.